# Mary D' Imperio
Mary D' Imperio (13 de enero de 1930 — 28 de mayo de 2020) fue una matemática norteamericana que trabajó como consultora del Agencia de Seguridad Nacional (National Security Agency, también conocida como NSA) y una investigadora del Manuscrito Voynich: se la considera la sucesora del trabajo de Tiltman, el cual sucedió a su vez a Friedman en la tarea de descifrar dicha obra. 
Entrevistó personalmente a Tiltman y a Prescott Currier, ambos miembros del equipo de William F. Friedman, con lo que documentó de primera mano su obra 'The Voynich Manuscript: An Elegant Enigma' (1978), reimpreso en 1980 por Aegean Park Press.
Organizó un simposio, celebrado en noviembre de 1976, para presentar los últimos trabajos sobre su desciframiento: estos resultados aparecen en 'New Research on the Voynich Manuscript: Proceedings of a Seminar'. Curiosamente este libro, erudito, muy detallado y profundo en muchas cuestiones, no contiene ni una sola página completa del manuscrito (aunque sí detalles de plantas, ninfas o signos astrológicos), con lo cual el lector no puede hacerse una idea correcta de cómo es el conjunto (texto con imágenes) o incluso de cómo es el texto original, resultando imposible intentar traducir o encontrar sentido al voynichés.
Es autora también del trabajo 'The Voynich Manuscript: A Scholarly Mystery' (publicados en "Manuscripts", 1977 y 1978) y 'An Application of Cluster Analysis and Multiple Scaling to the Question of "Hands" and "Languages" in the Voynich Manuscript', publicada en enero de 1992.